# علی سجادی حسینی
سیّد علی سجّادی حسینی (۱۳۳۳–۱۳۷۳) کارگردان، فیلم‌نامه‌نویس و هنرپیشه اهل ایران بود.

## زندگی
سجّادی به سال ۱۳۳۲ در اهواز متولّد شد. فعالیت حرفه‌ای هنری خود را با بازیگری و کارگردانی تئاتر و نمایشنامه‌نویسی از ۱۳۴۶ در اهواز آغاز کرد. فعالیت در سینما را به عنوان منشی صحنهٔ فیلم افق (۱۳۶۷) و به عنوان بازیگر و دستیاری کارگردان در فیلم گلنار (۱۳۶۷) به کارگردانی کامبوزیا پرتوی آغاز کرد. با فیلم «افق» به عنوان دستیار کارگردان در سال ۱۳۶۶ وارد سینمای حرفه‌ای شد، اولین تجربهٔ کارگردانی سینمایی وی با ساخت فیلمی به نام «سکوت» برای کودکان و نوجوانان صورت گرفت. وی کارگردانی سه فیلم دیگر به اسامی مدرسهٔ پیرمردها (۱۳۷۱)، راز چشمهٔ سرخ (۱۳۷۱) و ترانزیت (۱۳۷۲) را نیز به عهده داشت.
۲۶ مهر ۱۳۷۳ هنگامی که مشغول ساخت فیلم خط آتش با گروهی مشغول آماده‌سازی صحنه فیلمبرداری در اراک بود به دلیل فضای داستانی این کار، سربازی هر روز تعدادی اسلحه با تیرهایی مشقی برای بازیگران می‌آورد و پس از پایان کار، آن اسلحه‌ها را تحویل می‌گرفت. در یکی از این روزها، سرباز، اشتباهاً اسلحه خود را با تیرهایی واقعی با اسلحه مورد نظر فیلمبرداری، به دست بازیگر می‌دهد و همین امر سبب می‌شود تا حین تمرین، بازیگر، گلوله را به پیشانی حسینی شلیک می‌کند و سجادی در دم جان خود را از دست بدهد. این فیلم در سال ۱۳۷۳ توسط برادرش فرید سجادی حسینی به اتمام رسید.

## سایر فعالیت‌ها
وی همچنین در تهیه فیلم‌های زیر مشارکت داشت.
- عروس (۱۳۶۹)
- پرواز در نهایت (۱۳۶۹)
- دزد عروسک‌ها (۱۳۶۸)
- آب را گل نکنید (۱۳۶۸)
- افق (۱۳۶۷)
- گلنار (۱۳۶۷)

## جایزه‌ها و افتخارات
وی در هشتمین جشنوارهٔ بین‌المللی فیلم‌های کودکان و نوجوانان در سال ۱۳۷۱ در اصفهان پروانهٔ زرین را در بخش فیلم‌های ایرانی- فیلم‌های بلند، برای کارگردانی فیلم «راز چشمهٔ سرخ»، به سبب طرح موضوعی ساده و اخلاقی در قالب مناسبی از تخیل از آن خود نمود. همچنین در سومین جشنوارهٔ بین‌المللی فیلم‌های کودکان قاهره در سال ۱۳۷۱ در مصر جایزهٔ هیئت داوران کودک را برای فیلم «مدرسهٔ پیرمردها» از آن خود کرد.

## فیلم‌شناسی

### کارگردان
1. خط آتش (۱۳۷۳)
2. ترانزیت (۱۳۷۲)
3. راز چشمه سرخ (۱۳۷۰)
4. مدرسه پیرمردها (۱۳۷۰)
5. سکوت (۱۳۶۹)

### نویسنده
1. رابطه پنهانی (۱۳۷۱)
2. سکوت (۱۳۶۹ بازنویسی فیلمنامه)
3. مدرسه پیرمردها (۱۳۷۰ مشاور فیلمنامه)
4. راز چشمه سرخ (۱۳۷۰ بازنویسی فیلمنامه)

### بازیگر
1. عروس (۱۳۶۹)
2. افق (۱۳۶۷)

### دستیار کارگردان
1. پرواز در نهایت (۱۳۶۹)
2. عروس (فیلم ۱۳۶۹) (۱۳۶۹)
3. آب را گل نکنید (۱۳۶۸)
4. دزد عروسک‌ها (۱۳۶۸)
5. گلنار (۱۳۶۷)